# Canoë-kayak aux Jeux paralympiques d'été de 2024
Navigation
Tokyo 2020 Los Angeles 2028
Le Canoë-kayak aux Jeux paralympiques d'été de 2024 se déroulent du 6 au 8 septembre 2024 au Stade nautique olympique de Vaires-sur-Marne, en France. Il s'agit de la 3e apparition du paracanoë aux Jeux paralympiques.
Dix finales figurent au programme de cette compétition (cinq masculine et cinq féminine), avec l'introduction cette année du VL3 femmes.

## Organisation

### Site des compétitions

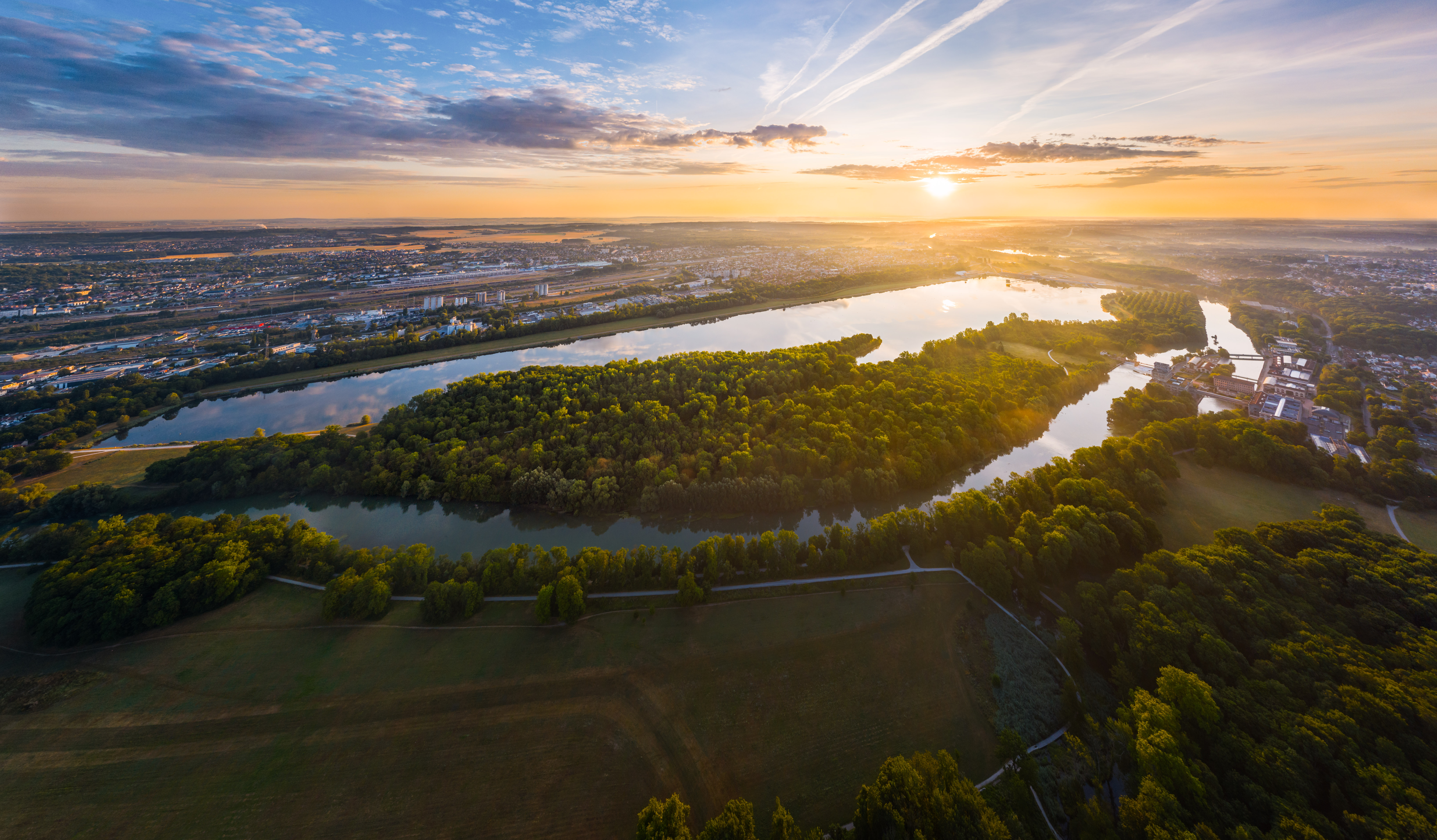
Base de loisirs de Vaires.

Les compétitions ont lieu sur le lac du Stade nautique de Vaires-sur-Marne situé en Seine-et-Marne, à environ 30 km à l'Est de Paris.
Les nouveaux aménagements olympiques du site ont été inauguré en juin 2019, avec un coût total des travaux chiffrés à 95 millions d’euros.
L'accessibilité de ce site en transports en commun est discutée. Les spectateurs pourront arriver par la gare de Vaires-Torcy, sur la ligne P, puis marcher 25 minutes, ou bien arriver par la gare de Bussy-Saint-Georges, sur le RER A, ou celle de Chelles-Gournay, sur le RER E, puis prendre les navettes de bus spécialement mises en place,.
Outre les épreuves de Canoë-kayak, le site accueillera également celles d'aviron et, lors des Jeux olympiques, les épreuves de Canoë-kayak et d'aviron.

### Calendrier
Le programme des épreuves de canoë-kayak est détaillé ci-après :
| - S : séries - R : repêchages - ¼ : quarts de finale - ½ : demi-finales - PF : petites finales - F : finales |

| Épreuve ↓ / Date → | Épreuve ↓ / Date → | Septembre | Septembre | Septembre | Septembre | Septembre | Septembre | Septembre | Septembre | Septembre | Septembre | Septembre |
| Épreuve ↓ / Date → | Épreuve ↓ / Date → | Ve 6      | Ve 6      | Ve 6      | Sa 7      | Sa 7      | Sa 7      | Sa 7      | Di 8      | Di 8      | Di 8      | Di 8      |
| Épreuve ↓ / Date → | Épreuve ↓ / Date → | M         | A         | S         | M         | M         | A         | S         | M         | M         | A         | S         |
| ------------------ | ------------------ | --------- | --------- | --------- | --------- | --------- | --------- | --------- | --------- | --------- | --------- | --------- |
| Hommes             | KL1                | S         |           |           | ½         | F         |           |           |           |           |           |           |
| Hommes             | KL2                | S         |           |           | ½         | F         |           |           |           |           |           |           |
| Hommes             | KL3                | S         |           |           | ½         | F         |           |           |           |           |           |           |
| Hommes             | VL2                | S         |           |           |           |           |           |           | ½         | F         |           |           |
| Hommes             | VL3                | S         |           |           |           |           |           |           | ½         | F         |           |           |
| Femmes             | KL1                | S         |           |           |           |           |           |           | ½         | F         |           |           |
| Femmes             | KL2                | S         |           |           |           |           |           |           | ½         | F         |           |           |
| Femmes             | KL3                | S         |           |           |           |           |           |           | ½         | F         |           |           |
| Femmes             | VL2                | S         |           |           | ½         | F         |           |           |           |           |           |           |
| Femmes             | VL3                | S         |           |           | ½         | F         |           |           |           |           |           |           |

### Classification
Les catégories en paracanoë sont les suivantes, :
| Catégorie                | Observations                                                                 |
| Kayak                    | Kayak                                                                        |
| ------------------------ | ---------------------------------------------------------------------------- |
| KL1                      | Athlète ne pagayant qu’avec les bras.                                        |
| KL2                      | Athlète pagayant avec les bras et partiellement avec le tronc ou les jambes. |
| KL3                      | Pagayeur pagayant avec les bras, le tronc et les jambes.                     |
| Va'a (canoë à balancier) |                                                                              |
| VL1                      | Athlète ne pagayant qu’avec les bras.                                        |
| VL2                      | Athlète pagayant avec les bras et partiellement avec le tronc ou les jambes. |
| VL3                      | Pagayeur pagayant avec les bras, le tronc et les jambes.                     |

## Participation

### Critères de qualification
La majorité des quotas sont attribués lors des Championnats du monde 2023 à Duisburg, Allemagne et des Championnats du monde de paracanoë 2024 à Szeged, Hongrie. Ils sont octroyés aux comités nationaux paralympiques (CNP) et non à des rameurs en particulier.
| Qualification                             | Date                                      | Lieu                                      | Quota hommes | Quota hommes | Quota hommes | Quota hommes | Quota hommes | Quota hommes | Quota femmes | Quota femmes | Quota femmes | Quota femmes | Quota femmes | Quota femmes |
| Qualification                             | Date                                      | Lieu                                      | KL1          | KL2          | KL3          | VL2          | VL3          | Total        | KL1          | KL2          | KL3          | VL2          | VL3          | Total        |
| ----------------------------------------- | ----------------------------------------- | ----------------------------------------- | ------------ | ------------ | ------------ | ------------ | ------------ | ------------ | ------------ | ------------ | ------------ | ------------ | ------------ | ------------ |
| Championnats du monde 2023                | 23–26 août 2023                           | Duisburg                                  | 6            | 6            | 6            | 6            | 6            | 30           | 6            | 6            | 6            | 6            | 6            | 30           |
| Championnats du monde 2024 (para)         | 9–11 mai 2024                             | Szeged                                    | 4            | 4            | 4            | 4            | 4            | 20           | 4            | 4            | 4            | 4            | 4            | 20           |
| Pays hôte (Si aucun bateau déjà qualifié) | Pays hôte (Si aucun bateau déjà qualifié) | Pays hôte (Si aucun bateau déjà qualifié) | 0-1          | 0-1          | 0-1          | 0-1          | 0-1          | 0-2          | 0-1          | 0-1          | 0-1          | 0-1          | 0-1          | 0-2          |

### Nations participantes
| Afrique       | Amériques                                                              | Asie                                                                              | Europe | Océanie                                |
| ------------- | ---------------------------------------------------------------------- | --------------------------------------------------------------------------------- | --- | -------------------------------------- |
| - Algérie (1) | - Argentine (1) - Brésil (4) - Canada (2) - Chili (1) - États-Unis (2) | - Chine (4) - Inde (1) - Iran (1) - Israël (1) - Kazakhstan (1) - Ouzbékistan (2) | - Allemagne (4) - Espagne (5) - France (3) - Grande-Bretagne (7) - Hongrie (4) - Italie (3) - Norvège - Pays-Bas - Pologne (2) - Portugal (2) - Ukraine (5) | - Australie (3) - Nouvelle-Zélande (1) |
| 1 pays        | 5 pays                                                                 | 6 pays                                                                            | 11 pays | 2 pays                                 |

## Médaillés

### Hommes
| Épreuves | Or                             | Argent                      | Bronze                         |
| KL1      | Péter Pál Kiss (HUN)           | Luis Cardoso da Silva (BRA) | Rémy Boullé (FRA)              |
| KL2      | Curtis McGrath (AUS)           | David Phillipson (GBR)      | Mykola Syniuk (UKR)            |
| KL3      | Brahim Guendouz (ALG)          | Dylan Littlehales (AUS)     | Miquéias Elias Rodrigues (BRA) |
| VL2      | Fernando Rufino de Paulo (BRA) | Igor Tofalini (BRA)         | Steven Haxton (USA)            |
| VL3      | Vladyslav Yepifanov (UKR)      | Jack Eyers (GBR)            | Peter Cowan (NZL)              |

### Femmes
| Épreuves | Or                          | Argent                 | Bronze                |
| KL1      | Katherinne Wollermann (CHI) | Maryna Mazhula (UKR)   | Edina Müller (GER)    |
| KL2      | Charlotte Henshaw (GBR)     | Emma Wiggs (GBR)       | Anja Adler (GER)      |
| KL3      | Laura Sugar (GBR)           | Nélia Barbosa (FRA)    | Felicia Laberer (GER) |
| VL2      | Emma Wiggs (GBR)            | Brianna Hennessy (CAN) | Susan Seipel (AUS)    |
| VL3      | Charlotte Henshaw (GBR)     | Hope Gordon (GBR)      | Zhong Yongyuan (CHN)  |

## Tableau des médailles
- Pays organisateur (France)

| Rang  | Nation           | Or | Argent | Bronze | Total |
| ----- | ---------------- | -- | ------ | ------ | ----- |
| 1     | Grande-Bretagne  | 4  | 4      | 0      | 8     |
| 2     | Brésil           | 1  | 2      | 1      | 4     |
| 3     | Australie        | 1  | 1      | 1      | 3     |
| 3     | Ukraine          | 1  | 1      | 1      | 3     |
| 5     | Algérie          | 1  | 0      | 0      | 1     |
| 5     | Chili            | 1  | 0      | 0      | 1     |
| 5     | Hongrie          | 1  | 0      | 0      | 1     |
| 8     | France           | 0  | 1      | 1      | 2     |
| 9     | Canada           | 0  | 1      | 0      | 1     |
| 10    | Allemagne        | 0  | 0      | 3      | 3     |
| 11    | Chine            | 0  | 0      | 1      | 1     |
| 11    | Nouvelle-Zélande | 0  | 0      | 1      | 1     |
| 11    | États-Unis       | 0  | 0      | 1      | 1     |
| Total | Total            | 10 | 10     | 10     | 30    |